# 承察度
承察度（琉球語：／  ?；生卒年不詳）是琉球國三山時代南山王國的建立者。1337年至1396年（一說1394年或1398年）在位。
承察度原為英祖王朝島添大里按司，他是英祖王第五子（被封為大里按司）的後代。1337年建立南山國，定都島添大里城（今沖繩縣南城市大里）。據《明實錄》記載，1383年，承察度遣使向明朝朝貢。1385年接受明朝「南山王」的封號，獲賜鍍金銀印一枚。
1392年，佐敷按司尚巴志攻佔島添大里城，承察度遷都島尻大里城（今糸滿市北部）。據《朝鮮王朝實錄》記載，中山王察度曾於1394年要求引渡一位「山南王子承察度」；不過另有說法是，1396年，八重瀨按司汪英紫（承察度的叔父）與豐見城按司汪應祖（汪英紫次子）、佐敷按司巴志合謀攻打承察度，承察度兵敗出奔。此後，承察度就再也沒有在中國、朝鮮的史書出現。
《朝鮮王朝實錄 （页面存档备份，存于）》中曾記載，1398年二月有一位「山南王溫沙道」攜家眷十五人出奔朝鮮，被朝鮮太祖安置於晉陽；五月遷居漢城，十月病逝。有人認為「溫沙道」（琉球語：〔〕／  ?）與「承察度」是同一人，但也有人認為溫沙道不是承察度，而是上里按司。

## 家族
- 父：大里按司
- 叔父：
  - 汪英紫
  - 函寧壽
- 兄：達勃期
- 子：（不詳）

## 腳註
1. ↑  金武正紀、田名真之、知念勇・当真嗣一著，むぎ社出版，轉引自.   [2011-10-16]. （原始内容存档于2006-11-13）.